# Vlieger (kleding)

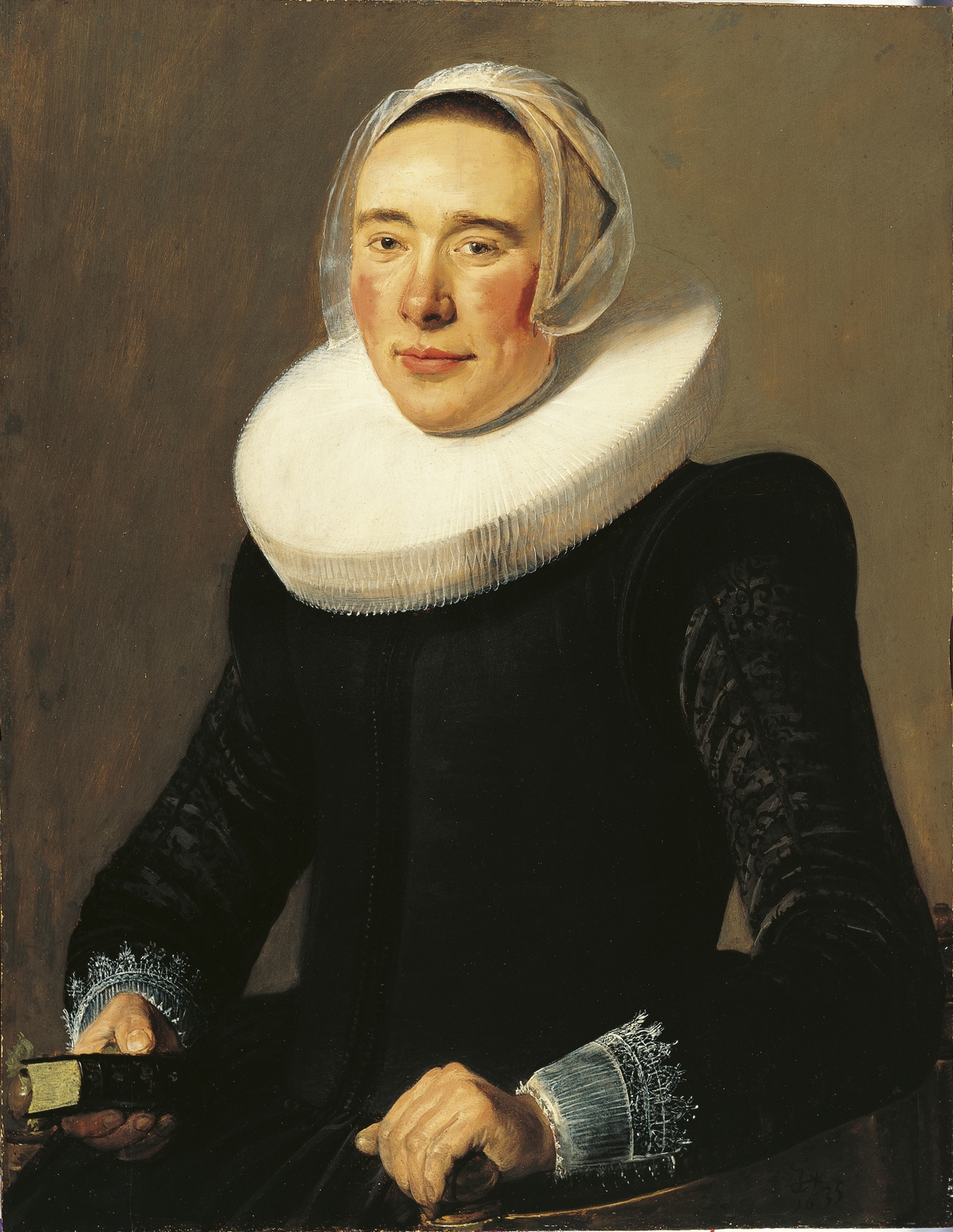
Vrouw met een zwarte vlieger, door Judith Leyster

Een vlieger is een kledingstuk dat in de 17e eeuw veel door vrouwen gedragen werd, maar soms ook wel door mannen. Het is een lange, wijde mantel of jurk met korte mouwen die gemaakte is van zwarte stof. De mouwen waren vaak afgewerkt met opgevulde schouderrollen, bragoenen.
De vlieger werd soms open gedragen en gecombineerd met een kleurig lijfje, een kanten kraag, bijvoorbeeld een molensteenkraag, en ponjetten, losse manchetten van kant. De vlieger werd altijd gedragen in combinatie met een opgevulde rok, een fardegalijn. De vlieger werd ook wel dichtgeknoopt.
De Spaanse versie werd een "Ropa" genoemd en de Franse versie werd een "marlotte" genoemd.

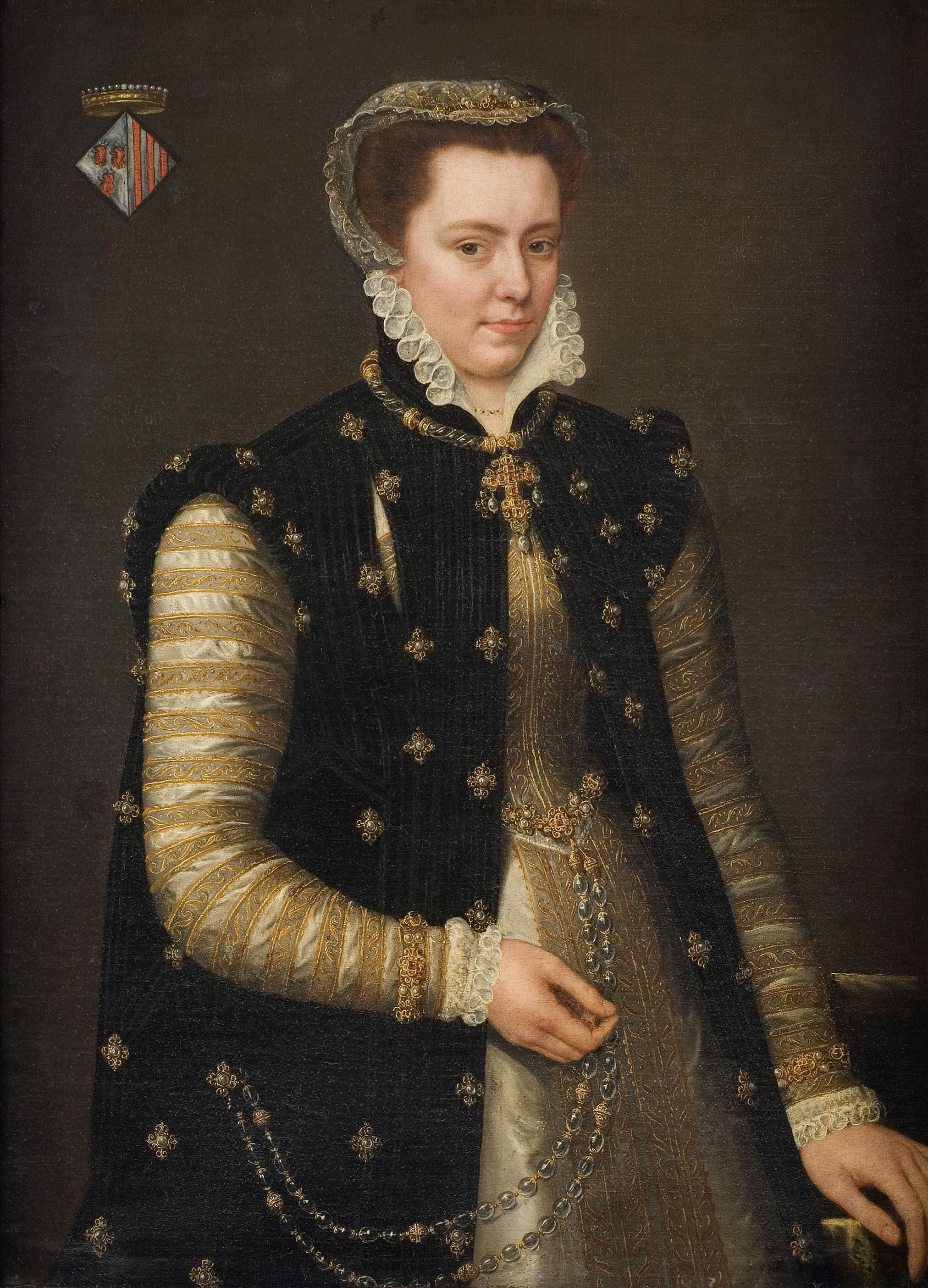
Margaret of Parma met ropa, c 1559
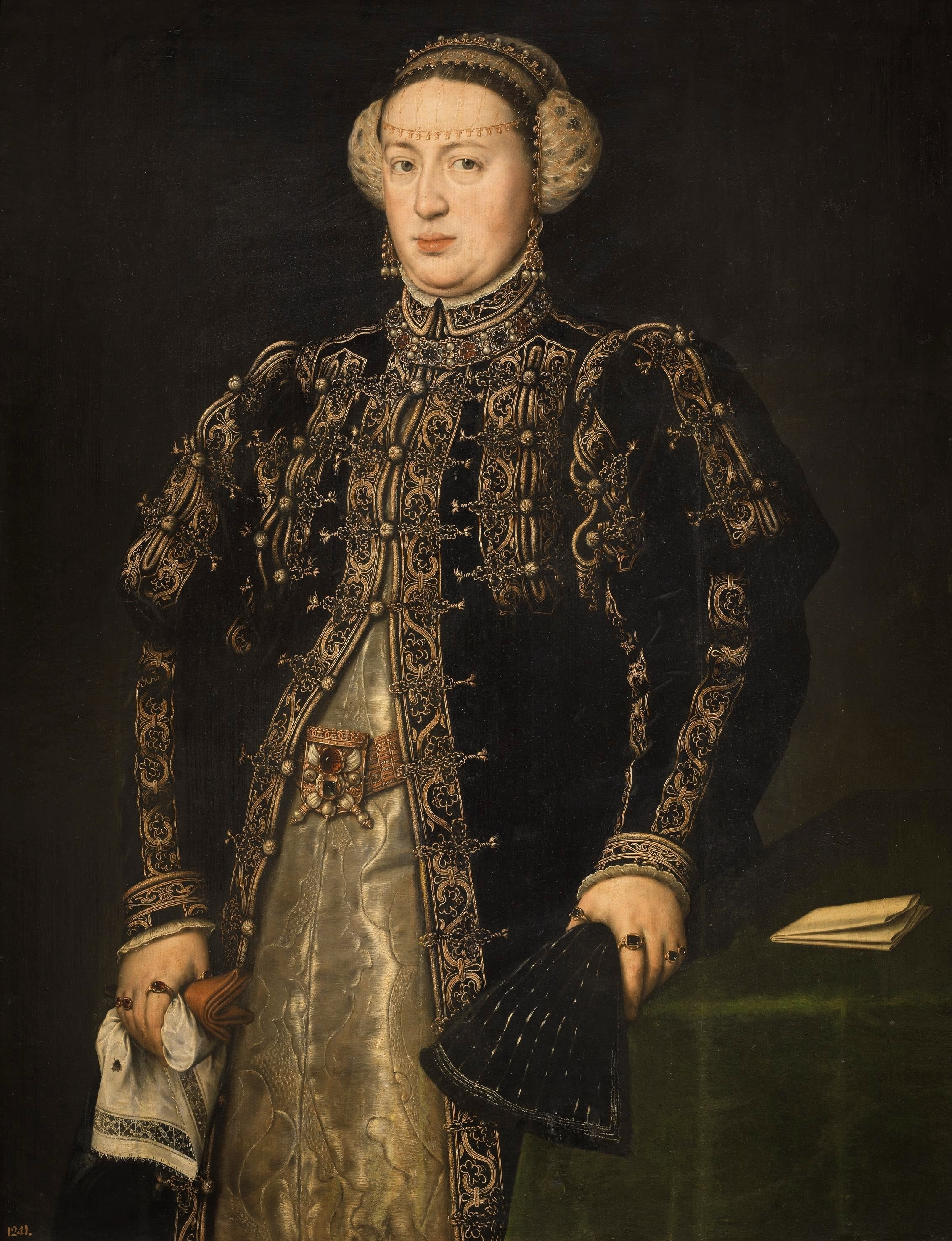
Infanta Caterina met ropa, c. 1552
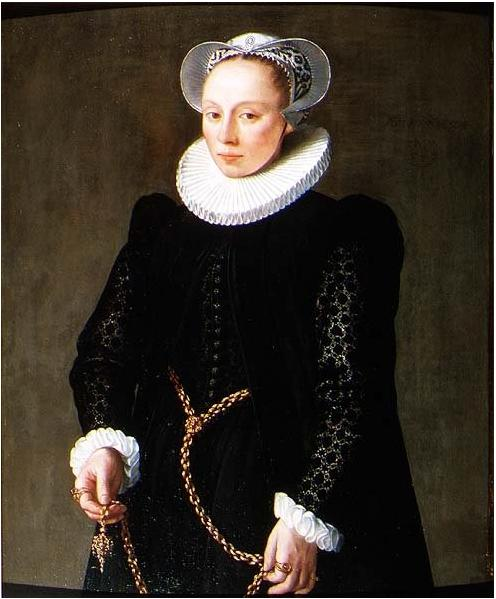
Nederlandse vrouw met vlieger, 1587
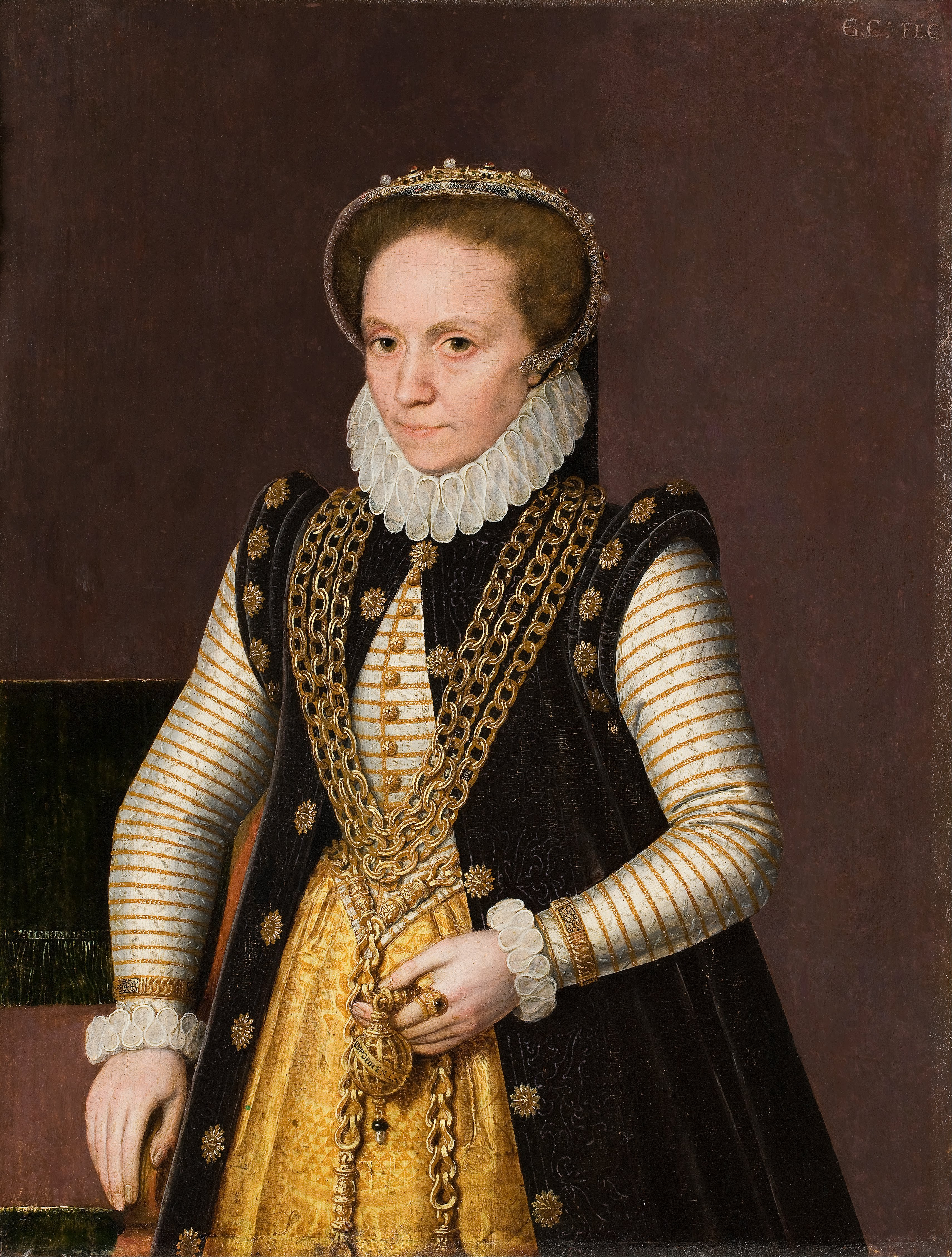
Franse vrouw met marlotte, 1560-9